# Menisporfina
La menisporfina es un alcaloide aporfínico aislado de los rizomas de Menispermum dauricum (Menispermaceae)
UV: [neutral]λmax254 (log ε4.72);288 (log ε4.13);319 (log ε3.97);368 (log ε3.91);420 (log ε3.97) ( EtOH)

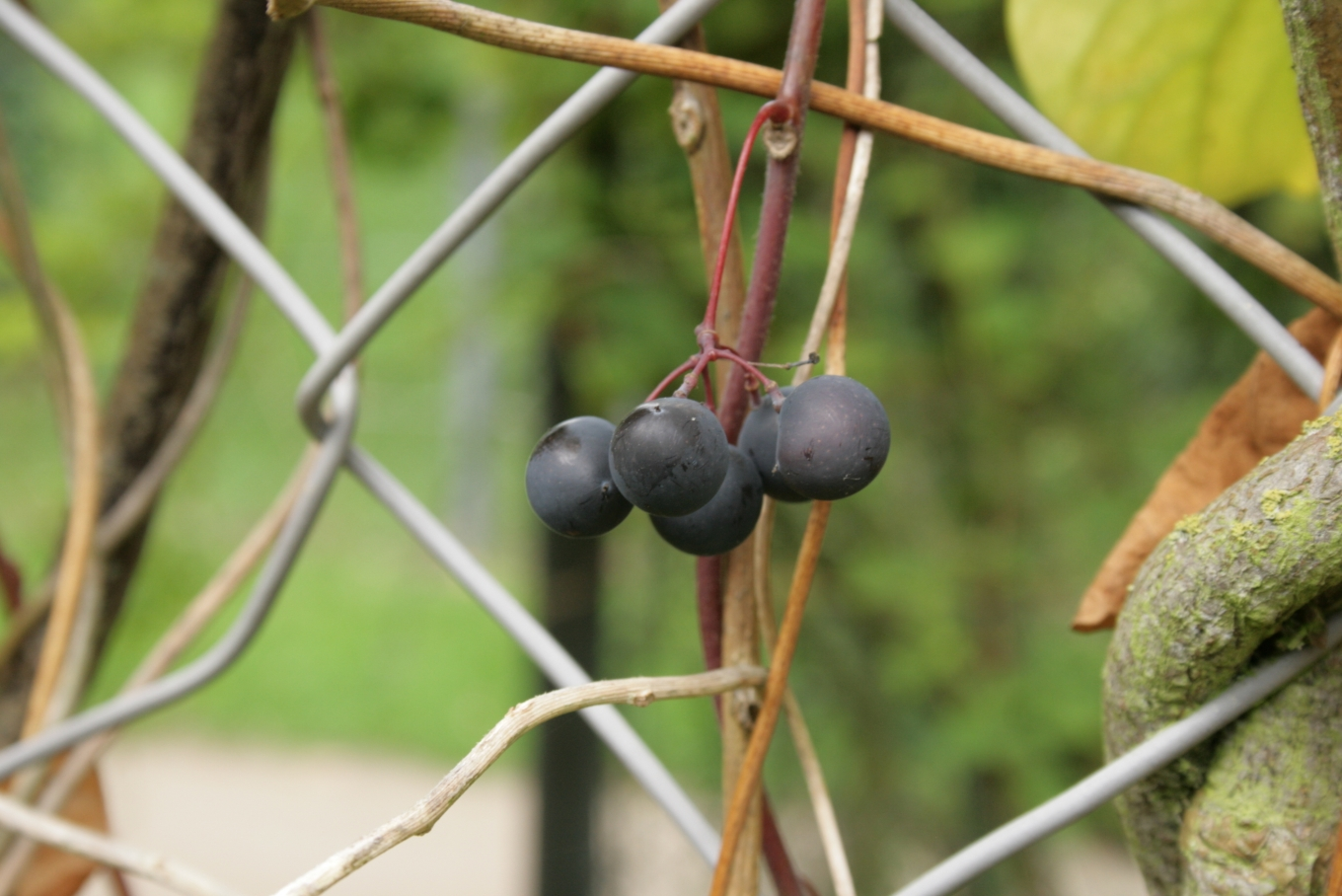
Frutos de Menispermum dauricum

## Derivados
Varios alcaloides relacionados han sido aislados de varias especies de Menispermum, particularmente los que han sido aislados de los rizomas de Menispermum dauricum.